# Wolfgang Seidel
Wolfgang Seidel (4. červen, 1926 Drážďany – 1. březen, 1987 Mnichov) byl německý automobilový závodník.
Tento amatérská automobilový závodník se občas objevil i v mistrovství světa formule 1 a to především na domácích Grand Prix. Poprvé startoval v Grand Prix Německa 1953 s vozem Veritas RS, který ho dovezl na 16. příčku. Nejlépe si však vedl v italské Monze, kde v roce 1960 dojel na 9. místě. O rok později dojel dokonce na druhém místě v Grand Prix Vídně, která se však do šampionátu nezapočítávala.
Wolfgang Seidel byl především skvělým jezdcem v kategorii sportovních vozů což prokázal v závodě na 24 hodin v Le Mans, kde hned v prvním startu získal páté místo a svými výkony přesvědčil i Enza Ferrariho, který ho angažoval do svého týmu. Se sportovními vozy slavil také své jediné vítězství. Stalo se tak ve slavném závodě Targa Florio 1959.

## Kompletní výsledky ve formuli 1
| Legenda k tabulce | Legenda k tabulce                                                                       |
| Barva             | Výsledek                                                                                |
| ----------------- | --------------------------------------------------------------------------------------- |
| Zlatá             | Vítěz                                                                                   |
| Stříbrná          | 2. místo                                                                                |
| Bronzová          | 3. místo                                                                                |
| Zelená            | Bodované umístění                                                                       |
| Modrá             | Nebodované umístění                                                                     |
| Modrá             | Dokončil neklasifikován (NC)                                                            |
| Fialová           | Odstoupil (Ret)                                                                         |
| Červená           | Nekvalifikoval se (DNQ)                                                                 |
| Červená           | Nepředkvalifikoval se (DNPQ)                                                            |
| Černá             | Diskvalifikován (DSQ)                                                                   |
| Bílá              | Nestartoval (DNS)                                                                       |
| Bílá              | Závod zrušen (C)                                                                        |
| Světle modrá      | Pouze trénoval (PO)                                                                     |
| Světle modrá      | Páteční testovací jezdec (TD)                                                           |
| Bez barvy         | Netrénoval (DNP)                                                                        |
| Bez barvy         | Vyřazen (EX)                                                                            |
| Bez barvy         | Nepřijel (DNA)                                                                          |
| Bez barvy         | Odvolal účast (WD)                                                                      |
| Bez barvy         | Nezúčastnil se (prázdné)                                                                |
| Označení          | Význam                                                                                  |
| Tučnost           | Pole position                                                                           |
| Kurzíva           | Nejrychlejší kolo                                                                       |
| †                 | Jezdec nedojel do cíle, ale byl klasifikován, protože odjel více než 90 % délky závodu. |
| ‡                 | Byl udělován poloviční počet bodů, protože bylo odjeto méně než 75 % délky závodu.      |
| Horní index       | Umístění bodujících jezdců ve sprintu                                                   |

| Rok  | Tým                            | Vůz             | Motor             | 1      | 2   | 3       | 4   | 5       | 6       | 7       | 8       | 9     | 10  | 11      | Umístění | Body |
| ---- | ------------------------------ | --------------- | ----------------- | ------ | --- | ------- | --- | ------- | ------- | ------- | ------- | ----- | --- | ------- | -------- | ---- |
| 1953 | Wolfgang Seidel                | Veritas RS      | Veritas 2.0 L6    | ARG    | 500 | NED     | BEL | FRA     | GBR     | GER 16  | SWI     | ITA   |     |         | -        | 0    |
| 1958 | Scuderia Centro Sud            | Maserati 250F   | Maserati 2.5 L6   | ARG    | MON | NED     | 500 | BEL Ret | FRA     | GBR     |         | POR   | ITA | MOR Ret | -        | 0    |
| 1958 | RRC Walker Racing Team         | Cooper T43 (F2) | Climax FPF 1.5 L4 |        |     |         |     |         |         |         | GER Ret |       |     |         | -        | 0    |
| 1960 | Wolfgang Seidel                | Cooper T45      | Climax FPF 1.5 L4 | ARG    | MON | 500     | NED | BEL     | FRA     | GBR     | POR     | ITA 9 | USA |         | -        | 0    |
| 1961 | Scuderia Colonia               | Lotus 18        | Climax FPF 1.5 L4 | MON    | NED | BEL DNS | FRA | GBR 17  | GER Ret | ITA Ret | USA     |       |     |         | -        | 0    |
| 1962 | Ecurie Maarsbergen             | Emeryson 1006   | Climax FPF 1.5 L4 | NED NC | MON | BEL     | FRA |         |         |         |         |       |     |         | -        | 0    |
| 1962 | Autosport Team Wolfgang Seidel | Lotus 24        | BRM P56 1.5 V8    |        |     |         |     | GBR Ret | GER DNQ | ITA     | USA     | RSA   |     |         | -        | 0    |

### Závody F1 nezapočítávané do MS
| Grand Prix                       | Vůz           | Pozice            | Výsledky |
| 1953                             | 1953          | 1953              | 1953     |
| -------------------------------- | ------------- | ----------------- | -------- |
| Internationales ADAC Eifelrennen | Veritas RS    | 8. místo          | Výsledky |
| Internationales Avusrennen       | Veritas RS    | Odstoupil         | Výsledky |
| 1958                             |               |                   |          |
| Grand Prix Syrakus               | Maserati 250F | Odstoupil         | Výsledky |
| BRDC International Trophy        | Maserati 250F | 17. místo         | Výsledky |
| 1961                             |               |                   |          |
| Grand Prix Pau                   | Lotus 18      | Odstoupil         | Výsledky |
| Grand Prix Bruselu               | Lotus 18      | Odstoupil         | Výsledky |
| Grand Prix Vídně                 | Lotus 18      | 2. místo          | Výsledky |
| Grand Prix Syrakus               | Lotus 18      | Nestartoval       | Výsledky |
| London Trophy                    | Lotus 18      | 5. místo          | Výsledky |
| Silver City Trophy               | Lotus 18      | Odstoupil         | Výsledky |
| Grand Prix Solitude              | Lotus 18      | Odstoupil         | Výsledky |
| Kanonloppet                      | Lotus 18      | Nestartoval       | Výsledky |
| Grand Prix Modeny                | Lotus 18      | Nekvalifikoval se | Výsledky |
| Flugplatzrennen                  | Lotus 18      | Odstoupil         | Výsledky |
| International Gold Cup           | Lotus 18      | 10. místo         | Výsledky |
| 1962                             |               |                   |          |
| Grand Prix Bruselu               | Porsche 718   | 7. místo          | Výsledky |
| Lombank Trophy                   | Porsche 718   | 6. místo          | Výsledky |
| Lavant Cup                       | Porsche 718   | 7. místo          | Výsledky |
| Glover Trophy                    | Porsche 718   | 10. místo         | Výsledky |
| Grand Prix Aintree               | Porsche 718   | Nedokončil        | Výsledky |
| Grand Prix Středomoří            | Lotus 24      | Nestartoval       | Výsledky |
| Grand Prix Dánska                | Lotus 24      | 8. místo          | Výsledky |
| International Gold Cup           | Lotus 24      | Nestartoval       | Výsledky |
| Grand Prix Mexika                | Lotus 24      | Odstoupil         | Výsledky |

### Výsledky ze závodu 24 hodin Le Mans
| Rok  | Kategorie | Tým                    | Vůz                          | Spolujezdci                                    | Umístění    |
| 1955 | S1.5      | Equipe Nationale Belge | Porsche 550/4 RS 1500 Spyder | Olivier Gendebien                              | 5. místo    |
| 1956 | S1.5      | Wolfgang Seidel        | Porsche 550/4 RS             | Mathieu Hezemans Baron Carel Godin de Beaufort | Nestartoval |
| 1957 | S1100     | Wolfgang Seidel        | DKW Monza Coupe              | Heinz Meier                                    | Nedokončil  |
| 1958 | S3000     | Scuderia Ferrari       | Ferrari 250 TR58             | Wolgang von Trips                              | nedokončil  |
| 1959 | S1.5      | Porsche KG             | Porsche 718 RSK              | Edgar Barth                                    | nedokončil  |
| 1960 | S1.6      | Porsche KG             | Porsche 718 RS60             | Edgar Barth                                    | 11. místo   |

### Targa Florio
| Rok  | Kategorie | Tým              | Vůz                    | Spolujezdci  | Umístění    |
| 1955 | SC1500    |                  | OSCA MT4               |              | Nestartoval |
| 1958 | S 3000    | Scuderia Ferrari | Ferrari 250 TR         | Gino Munaron | nedokončil  |
| 1959 | S 3000    | Porsche KG       | Porsche 718 RSK Spyder | Edgar Barth  | 1. místo    |

| Vítěz Targa Florio                        | Vítěz Targa Florio               | Vítěz Targa Florio                 |
| ----------------------------------------- | -------------------------------- | ---------------------------------- |
| Předchůdce: Luigi Musso Olivier Gendebien | 1959 Edgar Barth Wolfgang Seidel | Nástupce: Jo Bonnier Hans Herrmann |